# Juan Mignone
Juan Mignone, né le 14 novembre 1961, est un ancien joueur uruguayen de basket-ball.

## Palmarès
- Finaliste du championnat des Amériques 1984